# Deep Silver Volition
Volition, LLC (englisch für Wollen oder Willenskraft, siehe Volition (Psychologie)) war ein US-amerikanisches Spieleentwicklungs-Unternehmen und hatte seinen Stammsitz in Champaign, Illinois. Es gehörte seit 2018 über Deep Silver und später Gearbox Software zur schwedischen Embracer Group. Im August 2023 wurde Volition aufgelöst.

## Geschichte

### Aufspaltung von Parallax Software und Interplay-Ära
Am 1. Juni 1993 gründeten Matt Toschlog und Mike Kulas in Champaign (Illinois) das Entwicklungsstudio Parallax Software. Nach einer ersten ergebnislosen Auftragsarbeit für Apogee Software gelang es dem Unternehmen, mit dem Publisher Interplay Entertainment einen Partner für seinen ersten Spieletitel Descent zu gewinnen. Nach der erfolgreichen Veröffentlichung des direkten Nachfolgers Descent 2 kam es zwischen den beiden Studiogründern zu Überlegungen, den Firmensitz zu verlegen. Da sich beide jedoch nicht auf einen gemeinsamen Standort festlegen konnten, einigten sie sich schließlich auf eine Teilung des Unternehmens zum November 1996. Toschlog gründete daraufhin in Ann Arbor (Michigan) mit einem Teil der Parallax-Belegschaft das neue Studio Outrage Entertainment, welches später Descent 3 und Alter Echo entwickelte, 2002 von THQ erworben und 2004 aufgelöst wurde. Die verbliebene Belegschaft unter Mike Kulas bildete am bisherigen Standort Volition, Inc.
Outrage und Volition erhielten von ihrem bisherigen Partner Interplay Entertainment jeweils einen Entwicklungsvertrag über zwei weitere Titel. Outrage übernahm die Arbeiten an Descent 3, während Descent 4 im Anschluss daran von Volition kommen sollte. Der erste Titel von Volition war jedoch die Weltraum-Flugsimulation Descent: Freespace – The Great War, die trotz der Namensähnlichkeit keinen Bezug zur Descent-Reihe besaß und in Europa unter dem Titel Conflict: Freespace vermarktet wurde. Das Spiel erwies sich als erfolgreich, sodass bereits ein Jahr später der Nachfolger Freespace 2 veröffentlicht wurde. Zwar erhielt Volition für diesen hohes Kritikerlob und zahlreiche Auszeichnungen, das Spiel fand aber keinen großen Absatz mehr und brachte der Firma nur geringen Gewinn. Als Gründe wurden hierfür unter anderem mangelndes Marketing, der Niedergang der Joystick-Steuerung und damit verbunden der Weltraum-Flugsimulationen sowie allgemein der zunehmende Bedeutungsverlust des PCs als Spieleplattform verantwortlich gemacht.

### Übernahme durch THQ (2000)
Parallel zu Freespace 2 und Descent 4 arbeitete Volition auch an einem Rollenspiel, das zum Verkaufsstart der PlayStation 2 in den USA veröffentlicht werden sollte. Da der bisherige Geschäftspartner Interplay jedoch genügend eigene Projekte im Rollenspielbereich verfolgte und Volition zusätzlich noch die Arbeiten an Descent 4 einstellen ließ, benötigte das Unternehmen einen neuen Vertriebspartner für seinen kommenden Titel. Der amerikanische Publisher THQ signalisierte Interesse an einer Übernahme des Studios, um seine eigenen Entwicklungskapazitäten zu stärken. Die Übernahme wurde schließlich am 31. August 2000 besiegelt. THQ bezahlte die Übernahme mit einer Million Aktienanteilen und übernahm rund 500.000 US-Dollar Nettoverbindlichkeiten des Entwicklers. Das Gesamtvolumen des Deals wurde auf 21,25 Millionen US-Dollar geschätzt. Im Oktober 2000 veröffentlichte Volition über den neuen Mutterkonzern schließlich das Rollenspiel Summoner, das zugleich Volitions erstes Spiel für eine Konsolenplattform darstellte.
Neben dem direkten Nachfolger Summoner 2 entwickelte das Studio für THQ seither einige bekannte Spieletitel und -reihen wie die Red-Faction-Serie, deren erster Teil auf der Codebasis des eingestellten Descent 4 entstand, das Begleitspiel zum Kinofilm The Punisher und die Saints-Row-Reihe. Während der Spike Video Game Awards 2010 kündigte THQ außerdem an, dass Volition gemeinsam mit Hollywood-Regisseur Guillermo del Toro an einem Horrorspiel mit dem Titel Insane arbeite.
Am 22. September 2011 gab Gründer Mike Kulas sein Amt als Präsident des Unternehmens ab und verließ das Unternehmen. Sein Nachfolger als Studioleiter wurde der langjährige Vizepräsident Dan Cermak. Nach dem Ende Dezember 2011 bekannt gewordenen schweren finanziellen Problemen THQs, konzentrierte der Mutterkonzern seinen Geschäftstätigkeiten auf hochwertige Spieleproduktionen. Volition zählte daher zu den THQ-Entwicklungsstudios, die weitestgehend von den umfassenden Einsparmaßnahmen und Schließungen verschont blieben. Im August 2012 kündigte THQ jedoch die Einstellung des Insane-Projekts bei Volition an und gab die Rechte an Regisseur del Toro zurück.

### Übernahme durch Koch Media (2013)
Mit der Insolvenz von THQ wurde Volition zusammen mit der Saints-Row-Lizenz im Rahmen einer Auktion am 23. Januar 2013 für 22,3 Millionen US-Dollar an den deutschen Publisher Koch Media und seine Publishing-Abteilung Deep Silver verkauft. In dieser Phase wechselte die Studiobezeichnung zu Deep Silver Volition.

### Übernahme durch Embracer Group (2018)
2018 wurde Koch Media seinerseits von der schwedischen Embracer Group (damals THQ Nordic) übernommen. Nach den enttäuschenden Verkaufszahlen des Reboots von Saints Row wurde Volition 2022 innerhalb des Embracer-Konzerns dem Geschäftsbereich von Gearbox Software zugeordnet.

### Schließung (2023)
Am 1. September 2023 wurde bekanntgegeben, dass das Studio aufgrund einer Restrukturierung der Embracer Group am Vortag geschlossen wurde.

## Entwickelte Videospiele
| Erscheinungsjahr | Titel                               | Plattformen                                                            |
| ---------------- | ----------------------------------- | ---------------------------------------------------------------------- |
| 1998             | Conflict: Freespace – The Great War | Windows                                                                |
| 1999             | Freespace 2                         | Windows                                                                |
| 2001             | Summoner                            | Mac, Windows, PlayStation 2                                            |
| 2001             | Red Faction                         | Mac, N-Gage, PlayStation 2, Windows                                    |
| 2002             | Summoner 2                          | N-Gage, PlayStation 2                                                  |
| 2002             | Red Faction II                      | GameCube, PlayStation 2, Windows, Xbox                                 |
| 2005             | The Punisher                        | PlayStation 2, Windows, Xbox                                           |
| 2006             | Saints Row                          | Xbox 360                                                               |
| 2008             | Saints Row 2                        | Linux, PlayStation 3, Windows, Xbox 360                                |
| 2009             | Red Faction: Guerrilla              | PlayStation 3, Windows, Xbox 360                                       |
| 2011             | Red Faction: Armageddon             | PlayStation 3, Windows, Xbox 360                                       |
| 2011             | Saints Row: The Third               | Linux, PlayStation 3, Windows, Xbox 360, Nintendo Switch               |
| 2013             | Saints Row IV                       | Linux, PlayStation 3, PlayStation 4, Windows, Xbox 360, Xbox One       |
| 2015             | Saints Row: Gat out of Hell         | Linux, PlayStation 3, PlayStation 4, Windows, Xbox 360, Xbox One       |
| 2017             | Agents of Mayhem                    | PlayStation 4, Windows, Xbox One                                       |
| 2022             | Saints Row                          | PlayStation 5, PlayStation 4, Xbox Series, Xbox One, Microsoft Windows |